# Sugaray Rayford

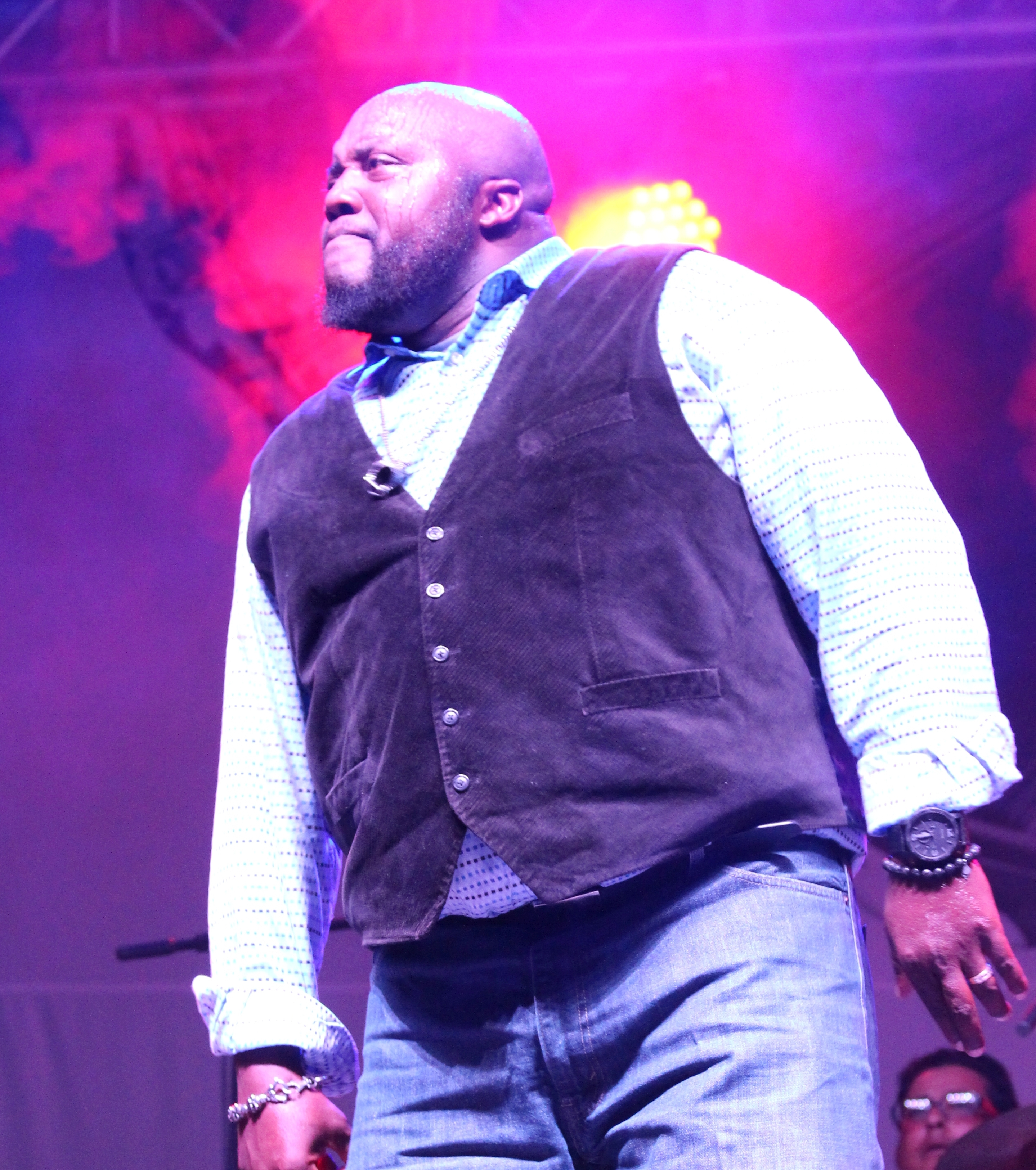
Sugaray Rayford (2017)

Caron Nimoy „Sugaray“ Rayford (* 13. Februar 1969 in Tyler, Texas, USA) ist ein US-amerikanischer Soul-Blues-Sänger und Songwriter.

## Biografie
Rayford wurde 1969 in Tyler (Texas) geboren und sang im Alter von sieben Jahren in der Kirche des Ortes. Dort spielte er auch Schlagzeug, doch seine Kindheit war von Armut geprägt und seine Mutter starb früh an Krebs. Die Kinder zogen zu ihrer Großmutter, wo ihr Leben sich besserte. Rayford schreibt auf seiner Homepage: „Wir aßen jeden Tag und waren jeden Tag in der Kirche, was ich liebte. Ich wuchs mit Gospel und Soul auf.“
Nach einem zehnjährigen Dienst bei den Marines lebte Rayford in San Diego (Kalifornien) und sang bei den Urban Gypsys, einer R&B- und Funk-Band. Später wandte er sich dem Blues zu und wurde Leadsänger der in Temecula (Kalifornien) beheimateten Band Aunt Kizzy’s Boyz. Sie veröffentlichten 2004 ihr Debütalbum Trunk Full of Bluez und vertraten San Diego im Januar 2006 bei der International Blues Challenge, wo sie den zweiten Platz belegten. Ihr zweites Album It’s Tight Like That erschien 2007.
Rayfords erstes Soloalbum war 2010 Blind Alley, eine Eigenveröffentlichung. Im Mai 2011 schloss er sich der Bluesband The Mannish Boys an. Er sang den Leadgesang bei neun Songs ihres Albums Double Dynamite, das im Mai 2013 bei den Blues Music Awards als bestes traditionelles Blues-Album ausgezeichnet wurde. Im Mai 2012 gab Rayford sein Bühnendebüt als Hauptdarsteller des für den Tony Award nominierten Musicals It Ain’t Nothin’ But the Blues im Portland Center Stage. Nach seinem Umzug nach Los Angeles (Kalifornien) übernahm er Gesangsarbeiten im Aufnahmestudio, unter anderem beim Titellied für die TV-Reality-Show Judge Joe Brown und dem Filmtrailer City Lights.
2013 folgte das zweite Soloalbum Dangerous bei Delta Groove Productions. Sugaray wurde von Gastmusikern wie Kim Wilson, Kid Andersen und Sugar Ray Norcia unterstützt. Norcia schrieb für das Album das Duett Two Times Sugar.
Bei den Blues Music Awards 2015 war Rayford in zwei Kategorien nominiert: „B. B. King Entertainer“ und „Traditional Blues Male Artist“. 2015 veröffentlichte Rayford sein drittes Soloalbum Southside. Bob Corritore spielte darauf als Gast an der Mundharmonika. 2017 folgte sein viertes Album The World That We Live In.
Bei den Blues Music Awards 2016 wurde Rayford viermal nominiert, 2017 zweimal, 2018 viermal. Bei den Blues Music Awards 2019 wurde Rayford zweimal nominiert und gewann in der Kategorie „Soul Blues Male Artist“. Rayfords fünftes Album Somebody Save Me von 2019 wurde für einen Grammy in der Kategorie „Best Contemporary Blues Album“ nominiert.
Im Mai 2020 erhielt Rayford, bei fünf Nominierungen, zwei Blues Music Awards in den Kategorien „B. B. King Entertainer of the Year“ und „Soul Blues Male Artist of the Year“. 2021 wurde er zweimal nominiert, 2022 dreimal. Sein nächstes Album In Too Deep erschien im März 2022. Das Album wurde bei den Blues Music Awards 2023 als „Soul Blues Album of the Year“ ausgezeichnet. Im Juni 2024 kam Rayfords Album Human Decency heraus.

## Diskografie

### Mit Aunt Kizzy’s Boyz
- 2004: Trunk Full of Bluez
- 2007: It’s Tight Like That

### Mit The Mannish Boys
- 2011: Double Dynamite
- 2014: Wrapped Up and Ready

### Solo
- 2010: Blind Alley
- 2013: Dangerous, Delta Groove Productions
- 2015: Southside
- 2017: The World That We Live In, Blind Faith Records
- 2017: Sugaray Rayford
- 2019: Somebody Save Me Forty Below Records
- 2022: In Too Deep, Forty Below Records
- 2024: Human Decency, Forty Below Records